# Вологодский, Пётр Васильевич
Пётр Васи́льевич Волого́дский (30 января (11 февраля) 1863, с. Комаровское, Канский округ, Енисейская губерния, Российская империя — 19 октября 1925, Харбин, Особый район Восточных провинций, Китайская республика) — российский государственный и общественный деятель. Второй и последний председатель Временного Сибирского правительства. Первый председатель Совета министров Российского государства. Почётный гражданин Сибири (1918).

## Биография
Родился в семье священника, детские годы провел в селе Краснореченском Мариинского округа Томской губернии. Учился до четвертого класса в Красноярской гимназии, после чего перевёлся в Томскую мужскую гимназию, которую окончил в 1884 году. Поступил на юридический факультет Санкт-Петербургского университета, но был исключён за «неодобрительное поведение» (антиправительственные выступления) в 1887 году и выслан в Томск. В 1892 году он с разрешения министра народного просвещения сдал экстерном экзамены за курс юридического факультета Харьковского университета.
С 1887 года служил в судебных учреждениях Томска, Барнаула, Омска, Верного, Семипалатинска, некоторое время проработал в иркутской редакции газеты «Восточное обозрение» по приглашению Н. М. Ядринцева. При введении в Сибири судебных уставов в 1897 году перешёл в присяжные поверенные Томска, где проработал в таком качестве до весны 1917 г. Выступал как адвокат в политическом процессе по делу о демонстрациях в Томске в 1905 году (дело о членах Мариинской организации ПСР) и как обвинитель в деле о черносотенном погроме в Томске в 1905 году. Его помощниками были М. Н. Вознесенский, М. Р. Бейлин, Р. Л. Вейсман, И. И. Печокас, М. С. Полюсов, А. А. Шиша, Н. В. Патрушев, Е. И. Галка, Д. Е. Барский, Н. П. Минский, Э. Н. Левин, И. А. Некрасов и другие юристы и общественные деятели.
Вместе со ссыльными народниками С. П. Швецовым и А. Н. Шипицыным принимал участие в создании организации эсеров в Томске в 1902 г., считался одним из её руководителей, признавал свою работу в Сибирском союзе ПСР.
Был активным деятелем областнического движения, участвовал в подготовке проекта «Основные положения Сибирского областного союза» и в работе его съезда, заседания которого проходили у него дома 28—29 августа 1905 года. Входил в «Потанинский кружок» — ближайшее окружение Г. Н. Потанина. В 1901—1917 был гласным Томской городской думы. Был автором проектов реформ судопроизводства и местного самоуправления, активно сотрудничал с прессой, в том числе с журналом «Русское богатство».
Избирался депутатом во Вторую Государственную Думу от Томской губернии по объединенному списку кадетов и эсеров, но в работе её не участвовал, так как Николай II успел распустить думу до прибытия Вологодского в столицу.
В 1904—1905 годах состоял в редакции газеты «Сибирский вестник». В 1916—1917 — соредактор газеты «Сибирская жизнь».
В марте 1917 года стал одним из трёх членов губернского комиссариата по управлению Томской губернией, созданного после отстранения от дел губернатора Владимира Дудинского. 14 июня был назначен старшим председателем Омской судебной палаты — высшей судебной инстанции Западной Сибири. С конца года был редактором газеты социалистов-оборонцев "Заря" и, позднее, кооперативный журнал "Трудовая Сибирь". Активного участия в политических событиях 1917 года не принимал.
В конце января 1918 года на нелегальном заседании Сибирской Областной Думы был избран в состав Временного Правительства автономной Сибири, назначен министром иностранных дел. 30 июня 1918 года как компромиссная и при этом самая авторитетная фигура возглавил Временное Сибирское правительство при передаче тому власти от Западно-Сибирского комиссариата. Возглавлял в этом правительстве правую фракцию (Серебренников, Михайлов), отстаивавшей его самостоятельность, в противовес левой фракции (Крутовский, Патушинский, Шатилов), ориентировавшейся на Сибирскую областную думу. Во время деловой поездки на Дальний Восток смог путём переговоров ликвидировать два альтернативных центра власти — "Деловой кабинет" Д. Хорвата и ВПАС. Постановлением Административного совета Временного Сибирского правительства от 3 ноября 1918 года Вологодскому было присвоено звание почётного гражданина Сибири.
4 ноября 1918 года на базе министерств и центральных управлений Временного Сибирского правительства был сформирован исполнительный орган Директории — Всероссийский Совет министров, его председателем был назначен Вологодский. Подал 18 ноября 1918 года в отставку после прихода к власти адмирала Колчака, но по настоянию правой общественности занял пост председателя Совета Министров России. В декабре 1918, в связи с уходом Ключникова, временно исполнял обязанности министра иностранных дел.
До середины 1919 г. Вологодский последовательно поддерживал политику А. Колчака и входил в его ближайшее окружение, но при этом он в значительной мере утратил работоспособность, трижды уходя в отпуск (декабрь 1918 г., апрель и август 1919 г.), отъезжая из Омска в Томск и на курорт Боровое. В отдельных случаях позволял себе публичную "конструктивную критику" режима, но в приватных беседах он выступал против наступления на РСФСР.
В середине ноября 1919 г., во время отступления частей Восточного фронта Русской армии на Восток, эвакуировался в Иркутск. Ушёл в отставку 22 ноября 1919 года, уступив кресло главы правительства В. Н. Пепеляеву. В январе 1920 года эмигрировал в Китай, где служил в торгово-промышленном товариществе и входил в Комитет представителей русского населения Тяньцзиня. В последние годы жизни работал в юридическом отделе КВЖД, но в июле 1925 года был уволен, после чего заболел тяжелым нервным расстройством и, несколько месяцев спустя, скончался в Харбине.

## Сочинения
- «Из истории вопроса о судебной реформе в Сибири». // Русское богатство, 1892, № 12
- «Из хроники освободительного движения в Сибири», Сибирские вопросы, 1906, № 2
- «Г. Н. Потанин (как публицист Сибири и общественный деятель)», Томск, 1915
- «К вопросу о земстве в Сибири», Сибирская жизнь, 1916, 12, 24 февраля
- «Из хроники антибольшевистского движения в Сибири», Харбин, 1924
- «К образованию всероссийской власти в Сибири», публ. Д. Вульфа. // Отечественная история, 2000, № 6
- Вологодский П. В. Во власти и в изгнании: Дневник премьер-министра антибольшевистских правительств и эмигранта в Китае (1918—1925 гг.). — Рязань, 2006. — 620 с.